# Colobonema apicatum
Colobonema apicatum är en nässeldjursart som beskrevs av Russell 1961. Colobonema apicatum ingår i släktet Colobonema och familjen Rhopalonematidae. Inga underarter finns listade i Catalogue of Life.